# ييرييري (إراكليون)
ييرييري (Γέργερη) هي مدينة في إراكليون في اليونان.
يبلغ عدد سكانها حوالي 1343 نسمة.